# Parafia św. Jana Chrzciciela w Ozimku
Parafia św. Jana Chrzciciela – rzymskokatolicka parafia w Ozimku, należąca do dekanatu Ozimek w diecezji opolskiej.

## Historia parafii
Parafia została erygowana 28 stycznia 1936 roku z gromad Ozimek i Schodnia, wydzielonych z parafii w Krasiejowie oraz części Antoniowa z parafii w Szczedrzyku.
Kościół zbudował ks. Fr. Pieruszka w latach 1934-1935. Konsekracja odbyła się w 1936 roku. Dnia 18 grudnia 1978 roku teren kościelny wraz z zabudowaniami został przekazany na własność Huty Małapanew, a parafia otrzymała nowy teren w centrum Ozimka i zezwolenie na budowę nowego kościoła.
W latach 1978–1983 powstał obecny, nowy kościół. Z par. św. Jana Chrzciciela w Ozimku 25 sierpnia 1985 roku erygowano parafię MB Różańcowej w Schodni Starej, a 9 czerwca 1991 roku wyłączona została z parafii Ozimek Schodnia Nowa i przyłączona do parafii Schodnia Stara.
Dawny kościół parafialny, który jest własnością Huty Małapanew, jest miejscem kultu św. Floriana, patrona hutników.

## Terytorium
Parafie zamieszkuje 9830 mieszkańców, swym zasięgiem terytorialnym obejmuje ona:
- Ozimek – ulice: Brzeziny, Cmentarna, Częstochowska, Dłuskiego, Dzierżonia, Kolejowa (numery 1-3), 20-lecia, Kopernika, Korczaka, Krótka, Krzywa, Kwiatowa, 1 Maja, 8 Marca, Mickiewicza, Opolska, Sikorskiego, Słowackiego, Sportowa, Szpitalna, pl. Wolności, Wyzwolenia;
- Antoniów – ulice: Akacjowa, Boczna, Brzozowa, Danysza, Dolna, Dylakowska (numery 2a, 4, 6), Kasztanowa, Klonowa, Leśna, Lipowa, Ozimska, Powstańców Śl., Rzeczna.

### Inne kościoły i kaplice
Parafia obejmuje ponadto:
- kaplicę w klasztorze Sióstr Służebniczek NMP Niepokalanie Poczętej w Ozimku,
- kaplica w szpitalu[3].

## Duszpasterze
- ks. Franciszek Pietruszka, pełniący urząd w latach 1933-1939;
- ks. Paweł Kocur, pełniący urząd w latach 1939-1946;
- ks. Józef Zebrała, pełniący urząd w latach 1946-1957;
- ks. Andrzej Jabłoński, pełniący urząd w latach 1957-1974,
- ks. Gerard Kałuża, pełniący urząd w latach 1974-2008,
- ks. Marian Demarczyk, pełniący urząd od roku 2008 do dziś[4].

## Grupy parafialne
- Ministranci,
- Dzieci Maryi,
- Róże Różańcowe,
- Duszpasterstwo młodzieży,
- Grupa Odnowy w Duchu Świętym,
- Krąg biblijny,
- Schola,
- Apostolat „Margaretka”,
- Ognisko misyjne,
- Stowarzyszenie Rodziny błogosławionego Edmunda Bojanowskiego[4],
- Grupa młodzieżowa „Ozimskie Sówki”[5].